# Муссонный климат

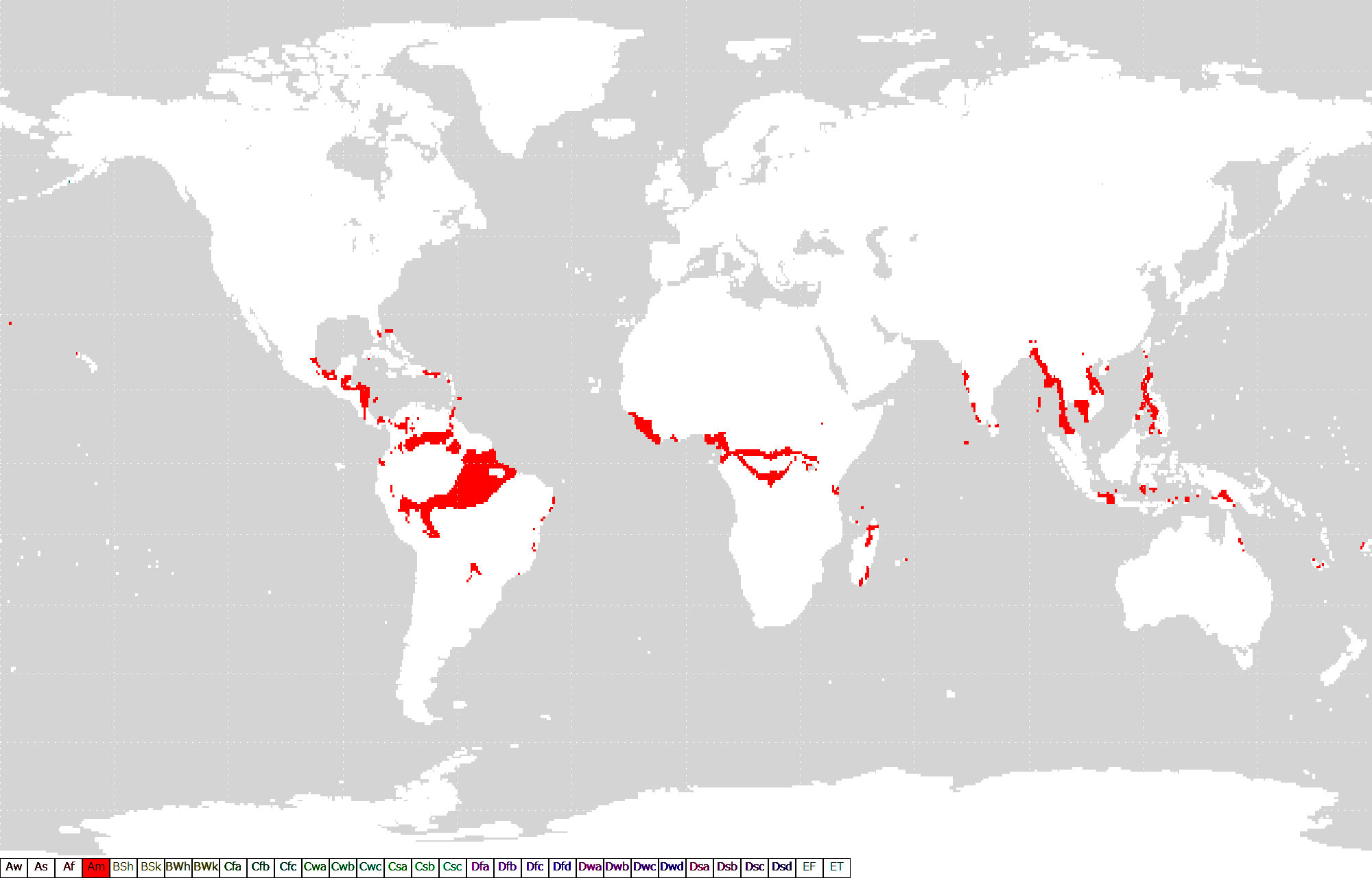
Регионы Земли, характеризующиеся муссонным тропическим климатом

Муссо́нный кли́мат — климат, свойственный областям Земли, в которых атмосферная циркуляция имеет муссонный характер (муссоны).
Основные особенности муссонного климата — резкое преобладание осадков летом и почти полное отсутствие осадков зимой. При таком типе климата почти все осадки выпадают летом, тогда как в областях с другим типом климата они более равномерно распределены. Соответственно, влажность воздуха летом значительно выше, чем зимой. Например, в Мумбаи (Индия) в зимние месяцы выпадает от 4 до 10 мм осадков, а в летние — от 600 до 800 мм. Местные географические условия приводят в ряде районов к формированию разновидностей муссонного климата. Так, в Японии при весьма обильных осадках летом значительное их количество выпадает и зимой.

## Распространение
Муссонный климат наблюдается главным образом в тех районах, где зимой и летом ветер меняет направление и несёт влагу или сухой воздух. В умеренных широтах муссонный климат — явление сравнительно редкое и наблюдается, в основном, как продолжение тропического или субтропического муссона. Чаще муссонный климат наблюдается в субтропическом, тропическом и субэкваториальном поясе. В экваториальном поясе муссон не наблюдается или слабо выражен — причина этого кроется в слабой годовой смене ветров.